# الرياضيات الروحية

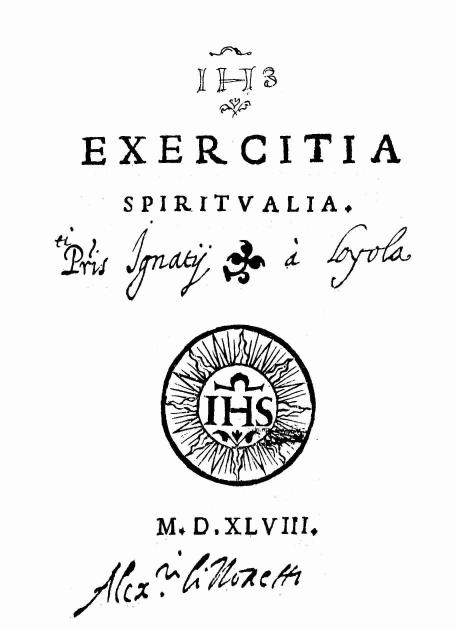
نسخة من كتيب الرياضيات الروحية.

الرياضيات الروحية (باللاتينية: Exercitia spiritualia) هي مجموعة من التأملات المسيحية، والصلوات والتمارين العقلية، من مؤلفات إغناطيوس دي لويولا، وهو قديس ولاهوتي إسباني من القرن السادس عشر، وهو مؤسس جمعية اليسوعيون.
الكتيب يتوزع على 200 صفحة ويتضمن الكتيب أيضًا قواعد من التأملات المسيحية، والصلوات والتمارين العقلية عمل لنحو 30 يومًا، يشارك خلالها القارئ ممارسة المبادئ الواردة في الكتاب. كتب إغناطيوس دي لويولا الكتيب في السنوات 1522-1524، وتم نشر الكتيب في روما عام 1548. وفي العام نفسه تم الموافقة على الكتيب لاستخدامه في مؤسسات الكنيسة الكاثوليكية من قبل البابا بولس الثالث. هذا الكتيب هو إلزامي لجميع أعضاء النظام اليسوعي ويعتبر واحدًا من أهم الكتب في الأدب الديني المسيحي.